# Cody Stanley
Cody Franklin Stanley (né le 21 décembre 1988 à Clinton, Caroline du Nord, États-Unis) est un receveur de baseball. 
Il joue pour les Cardinals de Saint-Louis de la Ligue majeure de baseball en 2015.

## Carrière
Joueur des Seahawks de l'université de Wilmington (Caroline du Nord), Cody Stanley est repêché par les Cardinals de Saint-Louis au 4e tour de sélection en 2010. En mars 2012, Stanley, qui est joueur des ligues mineures, reçoit une suspension de 50 matchs pour usage de methylhexanamine et de tamoxifène.
Stanley fait ses débuts dans le baseball majeur avec Saint-Louis le 26 avril 2015 et, à son premier match, il obtient son premier coup sûr, réussi comme frappeur suppléant opposé au lanceur Jonathan Broxton des Brewers de Milwaukee. En 9 matchs joués pour Saint-Louis en 2015, Stanley réussit 4 coups sûrs en 10 passages au bâton pour une moyenne de ,400 avec 3 points produits.